# Дреница

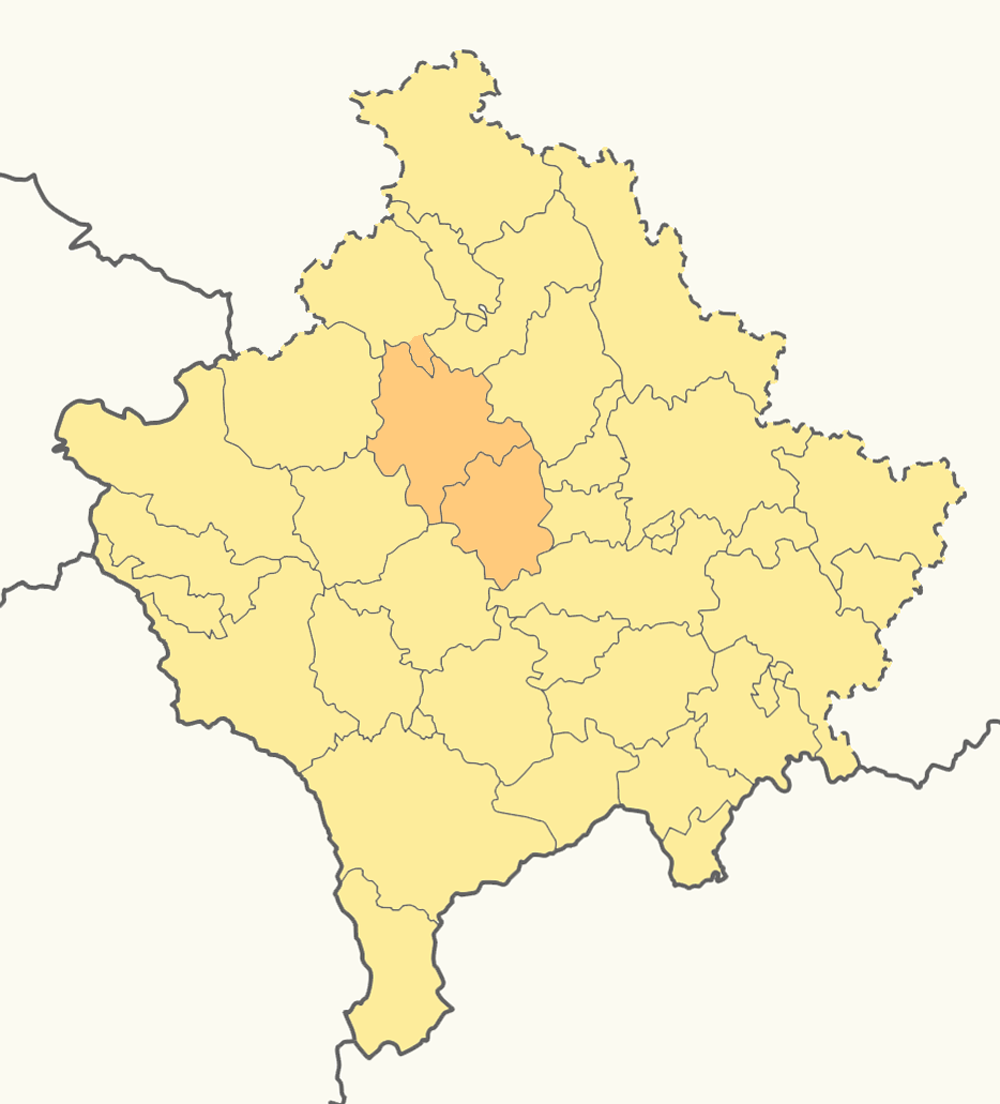
Муниципалитеты Глоговац и Скендерай в регионе Дреница

Дреница (алб. Drenicë, Drenica, серб. Дреница), также известный как Дреницкая долина — холмистый регион в центральной части Косова, охватывающий около 700 кв. км (6 % от общей площади Косово). Он состоит из двух муниципалитетов, Глоговац и Скендерай, и нескольких деревень в Зубин Поток, Клине, Митровице и области Вучитрна. Расположен к западу от столицы Приштины.
Согласно переписи 2011 года, население региона — 109 389 человек, за исключением окрестных деревень. Албанцы составляют абсолютное большинство в регионе.

## История
Дреница впервые упоминается в 1413 году, когда Георгий Бранкович дал деревню Доброшевце во владения монастырю святого Павла на горе Афон. Деспот Георгий Бранкович (1427—1456) основал монастырь Девич в регионе.
Деревни, окружающие городки Глоговац и Скендерай, являются родиной Армии освобождения Косова (АОК) и оплотом албанского национализма. Первые вооруженные столкновения между АОК и Югославией начались здесь в 1996 году и продолжались во время Косовской войны 1998—1999 годов.

## Известные люди
- Азем Галица
- Шоте Галица
- Хасан Приштина
- Адем Яшари
- Авни Спахиу
- Шабан Поллужа
- Хашим Тачи
- Лулзим Баша
- Фатмир Лимай
- Сулейман Селими
- Якуп Красничи
- Рифат Кукай
- Леонора Якупи